# کلبه قاعدگی

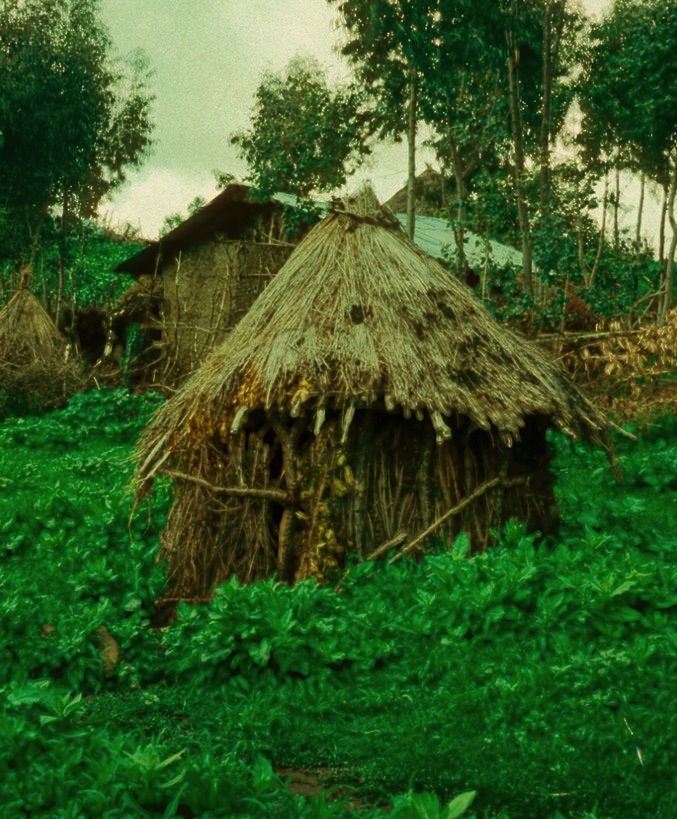
یک کومهٔ نیده (مرگم گوگو) در دهکدهٔ یهودی آمبوبر در شمال اتیوپی، ۱۹۷۶. زنان یهودی فلاشا در طی دوران قاعدگی خانه‌های خود را ترک و در این کومه‌ها زندگی می‌کردند تا زمانی که بتوانند خود را در رودخانه تطهیر کرده و به خانه بازگردند.

کلبه قاعدگی مکانی برای انزوا، گوشه‌نشینی یا حصر است که در فرهنگ‌های به خصوصی با تابوهای شدید قاعدگی مورد استفاده قرار می‌گیرد.
همین سازه یا ساختاری مشابه با آن ممکن است برای زایمان و دوران حصر پس از آن بر اساس اعتقادات پیرامون نجاست و ناپاک بودن (ملزم به آیین طهارت) نیز استفاده شود. این کومه‌ها معمولاً در نزدیکی خانهٔ خانوادگی ساخته می‌شوند، بدون پنجره هستند، درهای کوچکی دارند، اغلب فرسوده هستند و بهداشت و تهویهٔ مناسبی ندارند.
شناخته‌شده‌ترین نوع از این کومه‌ها نمونهٔ نپالی با نام چهاپادی است، اما نگرش‌های فرهنگی نسبت به قاعدگی در سراسر جهان به این معناست که این کومه‌ها در نقاط دیگر دنیا نیز وجود دارند یا تا همین اواخر وجود داشته‌اند. به‌کارگیری از کومه‌های قاعدگی همچنان عامل مرگ و میر ناشی از قرار گرفتن در معرض آسیب، کم‌آبی بدن، نیش مار، بیماری، استنشاق دود و غیره است. استفاده از این کومه‌ها در برخی از نقاط غیرقانونی است.
در ایران جای جداگانه برای زنان دشتان یا قاعده را دشتانستان (daštanestān) می‌نامیدند.

## پیوندهای مرتبط
- دشتانستان
- قاعدگی
- منارک
- چهاپادی
- قاعدگی و فرهنگ